# Renukoot
Renukoot is een nagar panchayat (plaats) in het district Sonbhadra van de Indiase staat Uttar Pradesh. De plaats ligt nabij de Rihanddam en het Govind Ballabh Pant Sagar, een van de grootste stuwmeren van India.

## Demografie
Volgens de Indiase volkstelling van 2001 wonen er 53.524 mensen in Renukoot, waarvan 57% mannelijk en 43% vrouwelijk is. De plaats heeft een alfabetiseringsgraad van 73%.